# 9916 Kibirev
Kibirev (asteroide 9916) é um asteroide da cintura principal, a 2,6173714 UA. Possui uma excentricidade de 0,0818336 e um período orbital de 1 757,96 dias (4,81 anos).
Kibirev tem uma velocidade orbital média de 17,64090187 km/s e uma inclinação de 1,01562º.
Este asteroide foi descoberto em 3 de Outubro de 1978 por Nikolai Chernykh.